# F. Murray Abraham
Pour les articles homonymes, voir Abraham (patronyme).
Murray Abraham, dit F. Murray Abraham,, est un acteur américano-syrien, né le 24 octobre 1939 à Pittsburgh (Pennsylvanie).
Apparu dans Les Hommes du président (1976), il est révélé au cinéma avec son interprétation d'Omar Suarez dans Scarface (1983) de Brian De Palma, qui le cantonne ultérieurement aux seconds rôles hollywoodiens de méchants. Par la suite, il obtient l'Oscar du meilleur acteur pour son interprétation d'Antonio Salieri dans Amadeus (1984) de Miloš Forman. Il joue également Bernardo Gui dans Le Nom de la rose (1986) de Jean-Jacques Annaud ou encore John Practise dans Last Action Hero (1993) de John McTiernan.
Si les années 2010 le voient apparaitre en tant qu'invité dans de nombreuses séries, il tient notamment le rôle récurrent de Dar Adal dans la série d'espionnage Homeland (2012-2018). Il tourne également pour de grands cinéastes, comme les frères Joel et Ethan Coen dans le film Inside Llewyn Davis (2013), ou encore Wes Anderson dans le film The Grand Budapest Hotel (2014) et le film d'animation L'Île aux chiens (2018). Il prête également sa voix à l'antagoniste Grimmel dans le film d'animation Dragons 3 : Le Monde caché (2019).
Continuant sa progression vers le petit écran la décennie suivante, il fait partie de la distribution principale des séries Mythic Quest (2020-), Moon Knight (2022) Le Cabinet de curiosités de Guillermo del Toro (2022) et The White Lotus (2022).

## Biographie

### Jeunesse, formation et débuts
Fils de Frederick Abraham, un garagiste d'origine syrienne et de Joséphine Stello, une mère de famille américaine d'origine italienne, Murray Abraham étudie à l'université du Texas à El Paso avant de suivre des cours de théâtre aux HB Studios de New York, à Greenwich Village.
Dans sa jeunesse, il a été enfant de chœur et a été marqué par le rituel religieux, à tel point que cela aurait selon lui guidé son amour du théâtre.
Il entame sa carrière professionnelle en 1965 à Los Angeles dans la pièce The Wonderful Ice Cream Suit de Ray Bradbury. Il joue également dans des publicités pour gagner sa vie.

### Carrière
F. Murray Abraham débute au cinéma avec Le Rivage oublié (1971) de Anthony Harvey.
En 1983, son rôle d'Omar Suarez, l'homme de main d'un caïd local dans Scarface de Brian De Palma le révèle au grand public.
En 1985, il obtient l'Oscar du meilleur acteur pour son interprétation d'Antonio Salieri, compositeur italien admirateur et jaloux du talent de Mozart, dans le film Amadeus (1984) de Miloš Forman. L'année suivante, il fait partie de la distribution du Nom de la rose, dans lequel il incarne l'inquisiteur médiéval Bernard Gui, adversaire du moine Guillaume de Baskerville interprété par Sean Connery.
Par la suite, il enseigne l'art dramatique à l'Off-Theater de Broadway, pendant de nombreuses années. Il est également professeur de théâtre au Brooklyn College.
Entre 2010 et 2014, il joue l'avocat Burl Preston dans quatre épisodes de la série judiciaire The Good Wife.
En 2012, il intègre la deuxième saison de la série d'espionnage Homeland diffusée sur Showtime. Il tient le rôle de Dar Adal, un agent du renseignement de la CIA qui apparaît de manière récurrente jusqu'à la sixième saison diffusée en 2017. Son personnage revient le temps d'un épisode de la septième saison diffusé en 2018.

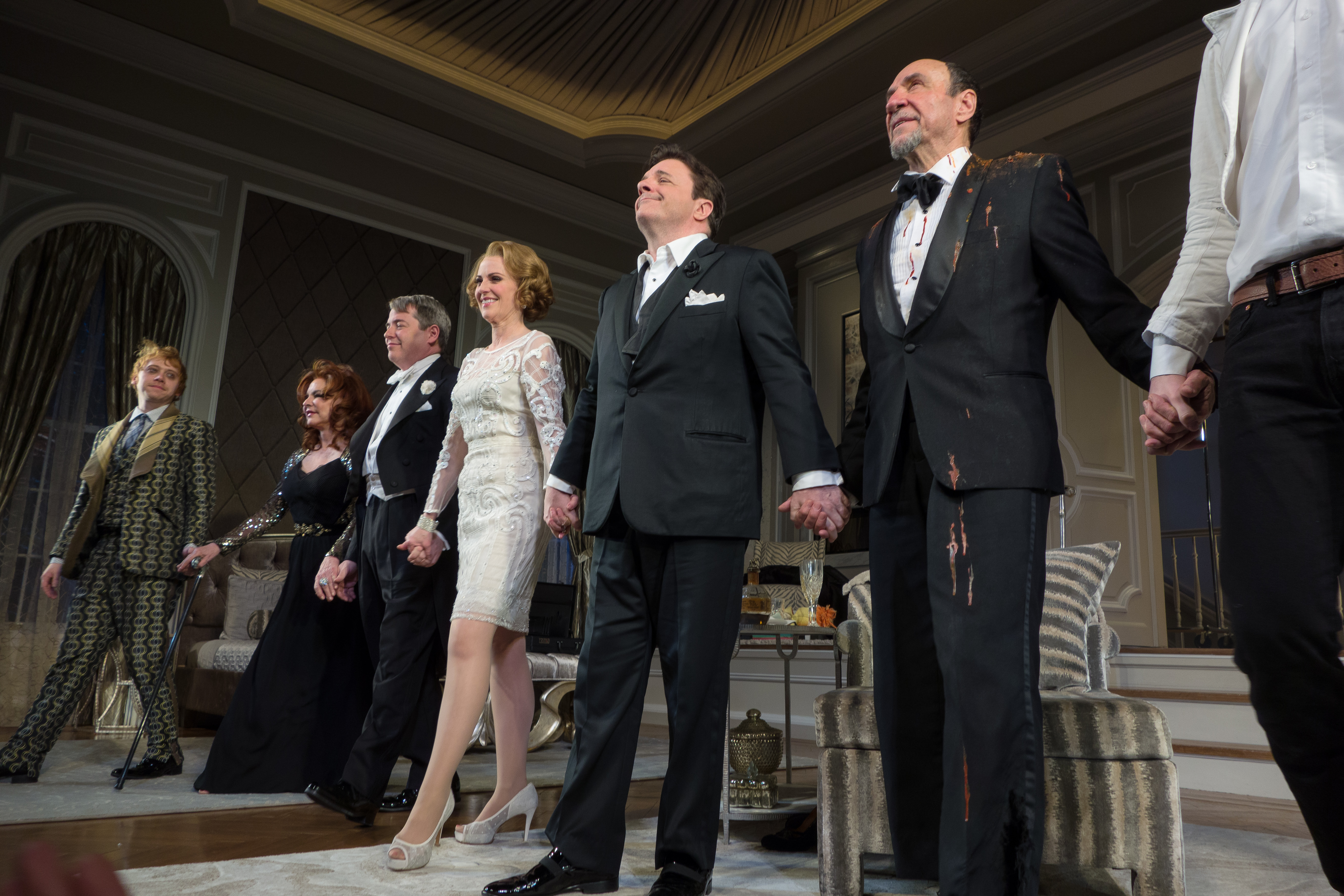
L'acteur en 2014 après avoir joué dans la pièce It's Only a Play.

En 2014, il joue le rôle de Zero Moustafa dans le film multirécompensé The Grand Budapest Hotel de Wes Anderson. Le film narre la jeunesse de lobby-boy de son personnage, qui est interprété par Tony Revolori durant les flashbacks .
En 2018, il reprend le rôle de l'avocat Burl Preston dans le cinquième épisode de la deuxième saison du dérivé The Good Fight. Il retrouve également le réalisateur Wes Anderson, pour lequel il prête sa voix au chien Jupiter dans le film d'animation L'Île aux chiens.
En 2019, il prête sa voix à au chasseur de dragons Grimmel the Grisly dans le film d'animation Dragons 3 (How to Train Your Dragon: The Hidden World).
De 2020 à 2021, il joueur le rôle d'un auteur dans la série d'Apple TV+ Mythic Quest, qui raconte les coulisses d'un studio de jeux vidéo,. En avril 2022, Lionsgate Television annonce que l'acteur ne reviendra pas dans la troisième saison.
En 2022, il prête sa voix au Dieu Khonshu dans la série Moon Knight, œuvre de l'univers cinématographique Marvel. Il apparaît également dans un épisode de la série d'anthologie horrifique Le Cabinet de curiosités de Guillermo del Toro — qui marque ses retrouvailles avec le réalisateur mexicain vingt-cinq ans après Mimic — et dans la deuxième saison de la série The White Lotus,.

### Engagement
En 2016, F. Murray Abraham émet des critiques sur plusieurs personnalités du Parti républicain lors des primaires du parti en vue de désigner un candidat pour l'élection présidentielle américaine, notamment les propos de Donald Trump, « d'un tel racisme » ou ceux de Ted Cruz, qu'il qualifie d'être également « un discours de haine ».

### Vie privée
Avec Kate Hannan, son épouse depuis 1962, F. Murray Abraham est père de deux enfants, Mick et Jamili.
L'origine de son pseudonyme a longtemps prêté à conjectures (son premier prénom aurait ainsi été Fahrid ou Frank) jusqu'à ce que l'acteur indique qu'il n'avait qu'un seul prénom et qu'il s'agissait uniquement d'un hommage à son père Farid (américanisé en Frederick), imaginé pour donner un peu plus de relief à son nom qu'il trouvait trop « passe-partout ».

## Filmographie

### Cinéma

#### Longs métrages
- 1971 : Le Rivage oublié (They Might Be Giants) de Anthony Harvey : Clyde
- 1973 : Serpico de Sidney Lumet
- 1975 : Ennemis comme avant  de Herbert Ross
- 1975 : Le Prisonnier de la Seconde Avenue (The Prisoner of Second Avenue) de Melvin Frank : chauffeur de taxi
- 1976 : Les Hommes du président  (All the President's Men) de Alan J. Pakula
- 1976 : The Ritz de Richard Lester
- 1978 : The Big Fix (ou La Grande Triche) de Jeremy Kagan : Howard Eppis
- 1983 : Scarface de Brian De Palma
- 1984 : Amadeus de Miloš Forman : Antonio Salieri
- 1986 : Le Nom de la rose de Jean-Jacques Annaud : Bernard Gui
- 1988 : L'Affaire Russicum de Pasquale Squitieri
- 1989 : Slipstream : Le Souffle du futur (Slipstream) de Steven Lisberger : Cornelius
- 1989 : Au-delà des étoiles (Beyond the Stars) de David Saperstein : Dr Harry Bertram
- 1989 : La Nuit du sérail (The Favorite) de Jack Smight : Abdülhamid Ier
- 1989 : Délit d'innocence (An Innocent Man) de Peter Yates Virgil Cane
- 1990 : Cadence de Martin Sheen : le capitaine Ramon Garcia (non crédité)
- 1990 : Les Cavaliers de la gloire (La batalla de los Tres Reyes) de Souheil Ben-Barka et Uchkun Nazarov
- 1990 : Le Bûcher des vanités (The Bonfire of the Vanities) de Brian De Palma
- 1991 : SAS : L'Œil de la veuve (Eye of the Widow) de Andrew V. McLaglen
- 1991 : Money de Steven Hilliard Stern
- 1991 : Les Indomptés (Mobsters) de Michael Karbelnikoff
- 1991 : Par l'épée (By the sword) de Jeremy Kagan
- 1993 : Alarme fatale (Loaded Weapon 1) de Gene Quintano
- 1993 : Deux doigts de meurtre (Sweet Killing) d'Eddy Matalon
- 1993 : Last Action Hero de John McTiernan
- 1994 : Fresh de Boaz Yakin
- 1994 : L'Affaire de Sergio Gobbi
- 1994 : Que la chasse commence (Surviving The Game) de Ernest R. Dickerson
- 1994 : Nostradamus de Roger Christian
- 1994 : Jamila de Monica Teuber
- 1995 : Maudite Aphrodite (Mighty Aphrodite) de Woody Allen
- 1995 : Dillinger et Capone de Jon Purdy
- 1996 : Les Enfants de la Révolution (Children of the Revolution) de Peter Duncan
- 1996: Baby Face Nelson de Scott P. Mevy
- 1997 : Mimic de Guillermo del Toro
- 1997 : Una vacanza all'inferno de Tonino Valerii
- 1997 : Eruption de Gwyneth Gibby
- 1999 : Star Trek : Insurrection de Jonathan Frakes : Ahdar Ru'afo
- 1999 : Les Muppets dans l'espace (Muppets From Space) de Tim Hill
- 2000 : À la rencontre de Forrester (Finding Forrester) de Gus Van Sant
- 2001 : 13 fantômes (Thir13en Ghosts) de Steve Beck
- 2001 : I cavalieri che fecero l'impresa de Pupi Avati
- 2002 : The Hire: Ticker de Joe Carnahan
- 2003 : L'Affaire des cinq lunes (Five Moons Square) de Renzo Martinelli
- 2003: My Father, Rua Alguem 5555 d'Egidio Eronico
- 2004 : Le Pont du roi Saint-Louis (The Bridge of San Luis Rey) de Mary McGuckian : vice-roi du Pérou
- 2004 :  Peperoni ripieni e pesci in faccia de Lina Wertmüller : Jeffrey
- 2006 : Il mercante di pietre de Renzo Martinelli
- 2006 : L'Enquête sacrée de Giulio Base
- 2007 : Come le formiche d'Ilaria Borrelli
- 2008 : Carnera: The Walking Mountain de Renzo Martinelli
- 2008 : A House Divided de Mitch Davis
- 2009 : Barberousse, l'empereur de la mort (Barbarossa) de Renzo Martinelli : Siniscalco Barozzi
- 2010 : The Unseen World de Liana Marabini : John Henry Newman
- 2012 : 11 settembre 1683 (aussi The Day of the Siege: September Eleven 1683) de Renzo Martinelli : Marco D'Aviano
- 2012 : Goltzius et la Compagnie du Pélican (Goltzius and the Pelican Company) de Peter Greenaway : le Margrave d'Alsace
- 2013 : Dead Man Down de Niels Arden Oplev : Gregor
- 2013 : Inside Llewyn Davis de Joel et Ethan Coen : Bud Grossman
- 2013 : Ti ho cercata in tutti i necrologi (en) de Giancarlo Giannini : Braque
- 2014 : The Grand Budapest Hotel de Wes Anderson : Zero Moustafa âgé
- 2014 : Il Mistero di Dante de Louis Nero : Dante Alter Ego
- 2014 : La Reine des jeux (A Little Game) d'Evan Oppenheimer : Norman Wallach
- 2018 : Robin des Bois (Robin Hood) d'Otto Bathrust : le cardinal
- 2021 : Dans les angles morts (Things Heard & Seen) de Shari Springer Berman et Robert Pulcini : Floyd DeBeers
- 2025 : The Phoenician Scheme de Wes Anderson : le prophète

#### Films d'animation
- 2018 : L'Île aux chiens (Isle of Dogs) de Wes Anderson : Jupiter
- 2019 : Dragons 3 : Le Monde caché (How To Train Your Dragon: The Hidden World) de Dean DeBlois : Grimmel

### Télévision

#### Téléfilms
- 1990 : Michel-Ange : Pape Jules II
- 1992 : Le Premier Cercle, téléfilm adaptant un roman d’Alexandre Soljenitsyne
- 1999 : L'Arche de Noé : Loth
- 1999 : Falcone contre Cosa-Nostra (en) (adapté du roman Excellent Cadavers) de Ricky Tognazzi : Don Tommaso Buscetta
- 1999 : Esther (en) de Raffaele Mertes (en) : Mardochée
- 2000   the darkling
- 2008 : Instinct Primal : professeur Conrad Hamilton
- 2008 : Requins : L'Armée des profondeurs :  professeur Bill Girdler

#### Séries télévisées
- 1982-1983 : Marco Polo : Jacopo
- 1996 : Lonesome Dove : Les Jeunes Années : Colonel Caleb Cobb
- 2006 : Le Don paisible (Quiet Flows the Don, mini-série) de Serge Bondartchouk : Melekhov
- 2009 : Saving Grace : Matthew (saison 3, épisode 4)
- 2010 : New York, section criminelle : le père de Zach Nichols (saison 9, épisode 16)
- 2010 : Bored to Death : le professeur Richard Hawkes (saison 2, épisode 4)
- 2011-2014 : The Good Wife : Burl Preston (4 épisodes)
- 2011-2014 : Louie: Jonathan , le père de Louie et l'oncle Excelsior (3 épisodes)
- 2012-2018 : Homeland : Dar Adal (43 épisodes)
- 2012 : Blue Bloods : Leon Goodwin (saison 2, épisode 12)
- 2013 : Elementary : Daniel Gottlieb (saison 1, épisode 21)
- 2013 : Do No Harm : Cozar (saison 1, épisode 7)
- 2016 : Inside Amy Schumer : Diplomate (saison 4, épisode 4)
- 2017 : Larry et son nombril (Curb Your Enthusiasm) : Ayatollah (saison 9, épisode 10)
- 2018 : The Good Fight : Burl Preston (saison 2, épisode 5)
- 2019 : The Orville : Chairman (saison 2, épisode 12)
- 2019 : Chimerica (en) : Frank Sams (4 épisodes)
- depuis 2020- : Mythic Quest : C.W. Longbottom (19 épisodes - en cours)
- 2022 : Moon Knight : Dieu Khonshu (voix, 5 épisodes)
- 2022 : The White Lotus : Bert Di Grasso (saison 2)
- 2022 : Le Cabinet de curiosités de Guillermo del Toro (Guillermo del Toro's Cabinet of Curiosities) : Dr Carl Winters

## Distinctions

### Récompenses
- Oscars 1985 : Oscar du meilleur acteur pour Amadeus
- Golden Globes 1985 : Golden Globe du meilleur acteur dans un film dramatique pour Amadeus

### Nominations
- Golden Globes 2023 : Meilleur acteur dans un second rôle dans une mini-série, une anthologie ou un téléfilm pour The White Lotus

## Voix francophones
Dans les années 1970 et 1980, F. Murray Abraham est doublé par Alain Nobis dans Serpico, Serge Lhorca dans Marco Polo, François Chaumette dans Le Nom de la rose, Dominique Paturel dans Au-delà des étoiles, Jean-Pierre Moulin dans Scarface, Jean Topart dans le premier doublage de Amadeus et Bernard Tixier dans Délit d'innocence. 
Dans les années 1990, Jean Négroni le double notamment en 1995 dans Maudite Aphrodite puis en 1997 dans Mimic. Il est également doublé par Michel Derain dans Cadence, Gilles Segal dans Les Indomptés,  Michel Le Royer dans Que la chasse commence, Saïd Amadis dans Looking for Richard, Philippe Dumond dans Les Enfants de la Révolution et Frédéric Cerdal dans  Star Trek : Insurrection. Bernard Tixier  le retrouve dans Le Bûcher des vanités, de même que Jean-Pierre Moulin dans Last Action Hero et Jean Topart  dans Lonesome Dove : Les Jeunes Années.
Au début des années 2000, il est doublé par Michel Favory dans À la rencontre de Forrester, Jean-Jacques Moreau dans 13 fantômes, Roger Mollien dans Le Pont du roi Saint-Louis et Mathieu Rivolier dans Le Don paisible. Par la suite, Pierre Dourlens qui est sa voix dans le second doublage de Amadeus, devient sa voix la plus régulière dans les années 2010. Il le double ainsi dans The Good Wife, Homeland, Blue Bloods, Elementary et Chimerica. Il est remplacé par Gérard Dessalles dans The Good Fight et par Patrick Messe dans la saison sept de Homeland.
Le doublant une première fois en 2010 dans Bored to Death, Féodor Atkine est également une voix régulière de l'acteur depuis. Il le double notamment dans Louie, Dead Man Down, The Grand Budapest Hotel, Robin des Bois, Mythic Quest ou encore Dans les angles morts. Parmi ses autres voix, Michel Le Royer le retrouve dans New York, section criminelle, Georges Claisse le double dans Inside Llewyn Davis, Frédéric Cerdal le retrouve dans Larry et son nombril, tandis que Bernard Alane est sa voix dans La Belle et le Clochard et Philippe Catoire l'imite dans The White Lotus.